# Gabriele Tarquini
Gabriele Tarquini (Giulianova, 2 de março de 1962) é um automobilista italiano.
Ele participou de 78 grandes prêmios, estreando em 3 de maio de 1987. Ele marcou um ponto no campeonato e detém o recorde de tentativas mais fracassadas na fase de pré-qualificação.

## Fórmula 1

### Osella (1987)
Ele fez a sua estréia pela Osella no Grande Prêmio de San Marino de 1987.

### Coloni (1988)
Ele assinou contrato com a Coloni para a temporada de 1988 e largou em oito das 16 corridas, geralmente fracassando na qualificação devido aos outros carros lentos estarem isentos da pré-qualificação. Seu melhor resultado foi um sexto lugar no México.

### FIRST & AGS (1989 - 1991)
Tarquini foi contratado pela equipe FIRST em 1989, mas quando o chassi foi reprovado no teste de impacto (crash test), ele ficou sem vaga no GP do Brasil, porém na corrida seguinte, o GP de San Marino, ele fechou com a AGS, já que Philippe Streiff sofreu acidente de pré-temporada na pista de Jacarepaguá, onze dias antes da prova brasileira. Na terceira prova no time francês, Tarquini marcou 1 ponto (6º lugar) no México; o italiano chegou a estar em 4º em Mônaco e em 6º nos Estados Unidos quando teve que abandonar as provas por problemas mecânicos. Ele manteve-se na equipe até o final de {AnosF1|1991}}, durante todo esse período ele não conseguiu marcar nenhum ponto no campeonato.

### Fondmetal (1992)
Ele transferiu-se para a Fondmetal e também não conseguiu bons resultados. A equipe não marcou pontos em 36 (19 corridas) e acabou por encerrar sua participação na Fórmula 1 no GP da Itália de 1992.

### Tyrrell (1995)
Tarquini assinou com a Tyrrell para a temporada de Fórmula 1 de 1995 e foi seu piloto de teste. Ele substituiu Ukyo Katayama no GP da Europa, pois o piloto japonês encontrava-se machucado. Mas após terminar a corrida em 14º, a carreira de Tarquini na Fórmula 1 foi encerrada.

## Carros de Turismo

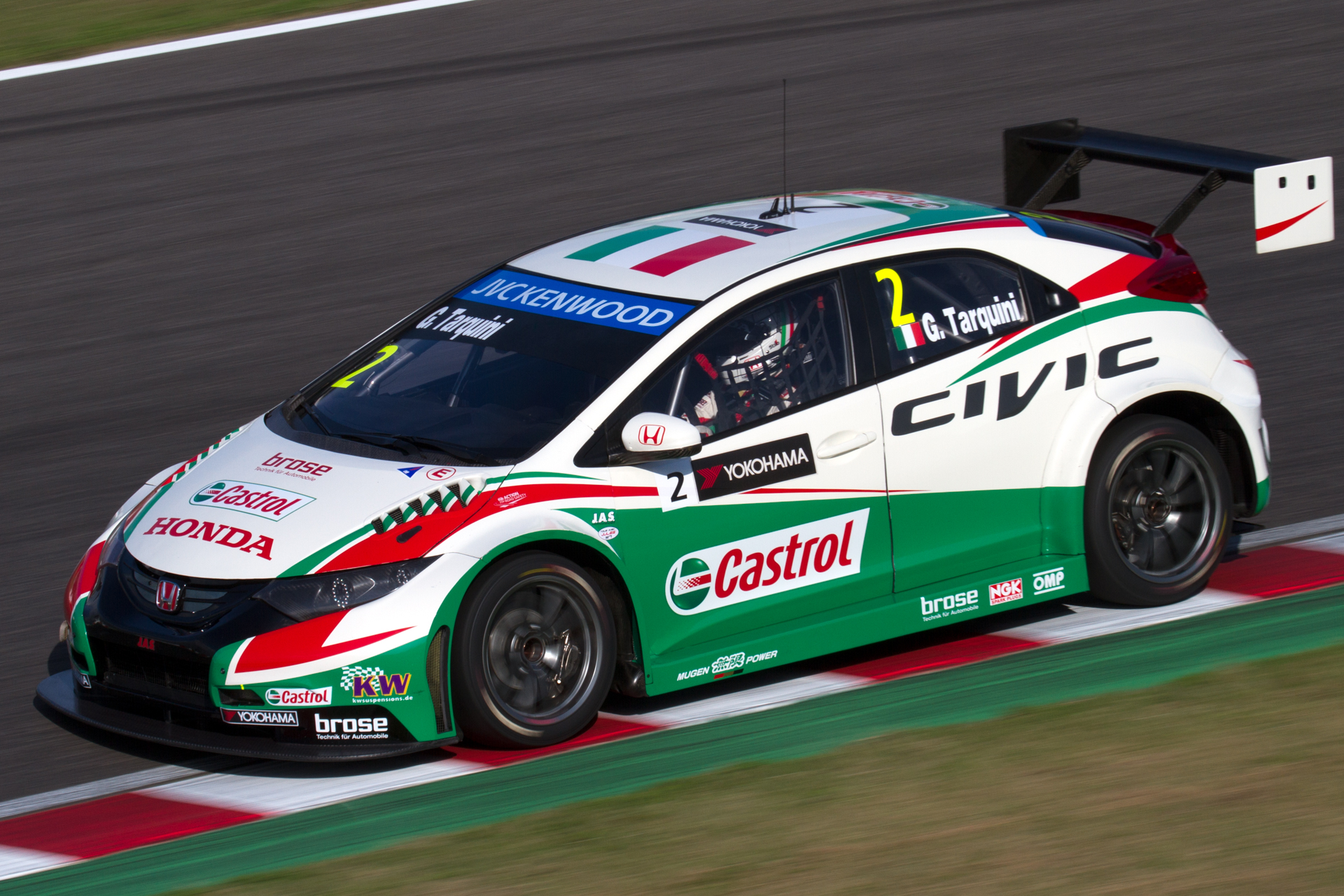
Carro de Tarquino no WTCC em 2014.

Nesse tempo ele foi participar das corridas de carros de turismo, ganhando o título do BTCC em 1994, pilotando um Alfa Romeo. Ele iniciou em 1995 participando do campeonato britânico e do italiano, ao mesmo tempo, e esteve também na BTCC pela equipe Honda de David Richards no final da década de 1990, conseguindo quatro vitórias, além de correr na STW Cup da Alemanha e da série Procar da Bélgica, antes de transferir-se para o European Touring Car Championship (ETCC) com considerável sucesso, permanecendo nele partiu para o World Touring Car Championship (WTCC) em 2005. Atualmente ele pilota um Honda Civic no WTCC. Foi campeão do WTCC em 2009.

### Todos os Resultados de Gabriele Tarquini na Fórmula 1
(legenda)
| Ano  | Nome Oficial da Equipe | Chassis           | Motor                    | 1         | 2         | 3         | 4         | 5         | 6         | 7         | 8         | 9         | 10        | 11        | 12        | 13        | 14        | 15        | 16        | 17        | Pontos | Posição  |
| ---- | ---------------------- | ----------------- | ------------------------ | --------- | --------- | --------- | --------- | --------- | --------- | --------- | --------- | --------- | --------- | --------- | --------- | --------- | --------- | --------- | --------- | --------- | ------ | -------- |
| 1987 | Osella Squadra Corse   | Osella FA1G       | Alfa Romeo 890T V8 Turbo | BRA       | SMR Ret G | BEL       | MON       | USE       | FRA       | GBR       | GER       | HUN       | AUT       | ITA       | POR       | ESP       | MEX       | JAP       | AUS       |           | 0      | NC       |
| 1988 | Coloni SpA             | Coloni FC188      | Ford Cosworth DFZ V8     | BRA Ret G | SMR Ret G | MON Ret G | MEX 14º G | CAN 8º G  | USA NPQ G | FRA NPQ G | GBR NPQ G | GER NPQ G | HUN 13º G | BEL NC G  |           |           |           |           |           |           | 0      | NC (23º) |
| 1988 | Coloni SpA             | Coloni FC188B     | Ford Cosworth DFZ V8     |           |           |           |           |           |           |           |           |           |           |           | ITA NQ G  | POR 11º G | ESP NPQ G | JAP NPQ G | AUS NQ G  |           | 0      | NC (23º) |
| 1989 | AGS Racing             | AGS JH23B         | Ford Cosworth DFR V8     | BRA       | SMR 8º G  | MON Ret G | MEX 6º G  | EUA 7º G  | CAN Ret G | FRA Ret G |           | GER NPQ G |           |           |           |           |           |           |           |           | 1      | 27º      |
| 1989 | AGS Racing             | AGS JH24          | Ford Cosworth DFR V8     | BRA       |           |           |           |           |           |           |           | GBR NQ G  |           | HUN NPQ G | BEL NPQ G | ITA NPQ G | POR NPQ G | ESP NPQ G | JAP NPQ G | AUS NPQ G | 1      | 27º      |
| 1990 | AGS Racing             | AGS JH24          | Ford Cosworth DFR V8     | USA NPQ G | BRA NPQ G |           |           |           |           |           |           |           |           |           |           |           |           |           |           |           | 0      | NC (32º) |
| 1990 | AGS Racing             | AGS JH25          | Ford Cosworth DFR V8     |           |           | SMR NPQ G | MON NPQ G | CAN NPQ G | MEX NPQ G | FRA NQ G  | GBR Ret G | GER NPQ G | HUN 3º G  | BEL NQ G  | ITA NQ G  | POR NQ G  | ESP Ret G | JAP NQ G  | AUS Ret G |           | 0      | NC (32º) |
| 1991 | AGS Racing             | AGS JH25          | Ford Cosworth DFR V8     | USA 8º G  | BRA Ret G | SMR NQ G  | MON Ret G | CAN NQ G  | MEX NQ G  |           |           |           |           |           |           |           |           |           |           |           | 0      | NC (30º) |
| 1991 | AGS Racing             | AGS JH25B         | Ford Cosworth DFR V8     |           |           |           |           |           |           | FRA NQ G  | GBR NQ G  | GER NQ G  | HUN NPQ G | BEL NPQ G |           |           |           |           |           |           | 0      | NC (30º) |
| 1991 | AGS Racing             | AGS JH27          | Ford Cosworth DFR V8     |           |           |           |           |           |           |           |           |           |           |           | ITA NPQ G | POR NQ G  |           |           |           |           | 0      | NC (30º) |
| 1991 | Fondmetal F1           | Fondmetal Fomet-1 | Ford Cosworth DFR V8     |           |           |           |           |           |           |           |           |           |           |           |           |           | ESP 12º G | JAP 11º G | AUS NPQ G |           | 0      | NC (30º) |
| 1992 | Fondmetal F1           | Fondmetal GR01    | Ford HBA5 V8             | RSA Ret G | MEX Ret G | BRA Ret G | ESP Ret G | SMR Ret G | MON Ret G |           |           |           |           |           |           |           |           |           |           |           | 0      | NC (32º) |
| 1992 | Fondmetal F1           | Fondmetal GR02    | Ford HBA5 V8             |           |           |           |           |           |           | CAN Ret G | FRA Ret G | GBR 14º G | GER Ret G | HUN Ret G | BEL Ret G | ITA Ret G | POR       | JAP       | AUS       |           | 0      | NC (32º) |
| 1995 | Nokia Tyrrell Yamaha   | Tyrrell 023       | Yamaha OX10C V10         | BRA       | ARG       | SMR       | ESP       | MON       | CAN       | FRA       | GBR       | GER       | HUN       | BEL       | ITA       | POR       | EUR 14º G | PAC       | JPN       | AUS       | 0      | NC (33º) |